# Hiderigami
Hiderigami (日照り神 "dios de la sequía"?) en el folclore japonés es una especie mítica de yōkai que tiene el poder de causar sequías.

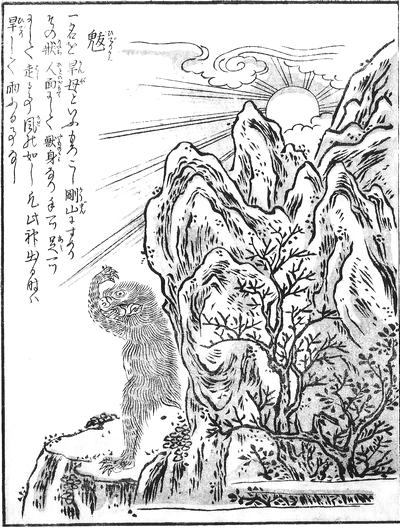
Hiderigami en Ilustrada de Cien demonios del presente y del pasado

De acuerdo con una cita de Bencao Gangmu y la enciclopedia Wakan Sansai Zue en el periodo Edo, el Hiderigami poseía sesenta y hasta noventa centímetros de largo, tiene ojos en la parte superior de su cabeza, y se mueve rápidamente como el viento. Sekien Toriyama en el Konjaku Gazu Zoku Hyakki (la ilustración de Cien demonios del presente y del pasado), se le conoce como Hiderigami (魃 "sequía"?) o Kanbo (旱母 "madre de la sequía"?) y se dibuja como una bestia con un brazo y un ojo.
En China, la misma entidad que se llama Batsu (魃).